# Groupe musical
Pour les articles homonymes, voir Groupe et Formation musicale.
Ne doit pas être confondu avec Ensemble musical.

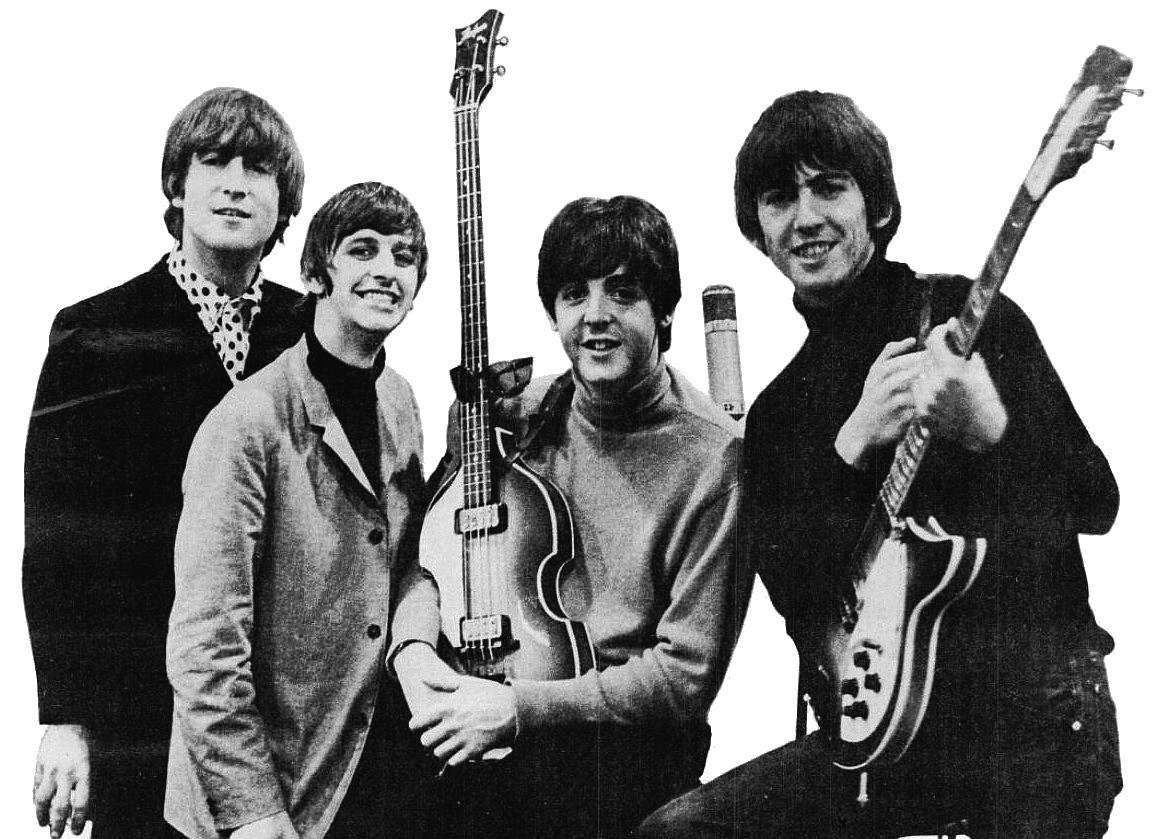
Les Beatles, groupe de musique pop-rock britannique des années 1960, est l'un des groupes les plus connus du XXe siècle.

Un groupe musical, groupe de musique, ou plus simplement, un groupe, est un petit ensemble musical rassemblant plusieurs musiciens. Le terme est surtout utilisé dans la musique pop contemporaine.

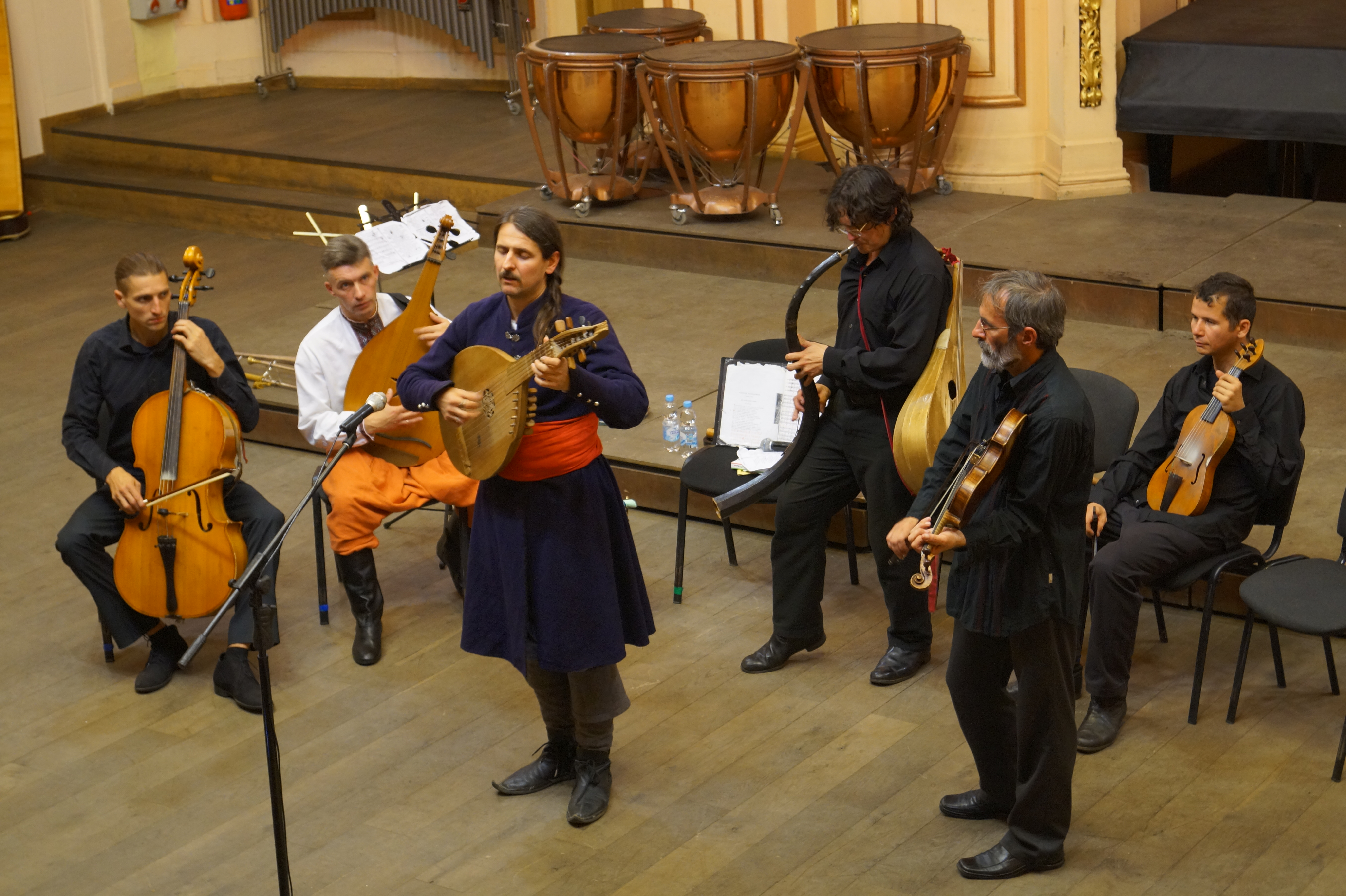
, un groupe ukrainien de musique ancienne (ici à la en 2015).

## Dénomination
Un groupe est constitué de plusieurs musiciens et chanteurs : deux membres sont un duo, trois membres forment un trio, quatre un quatuor, un groupe de cinq personnes est appelé quintette et un sextuor ou sextet est un groupe de six personnes.

## Histoire
L'origine du groupe de musique est souvent associée à l'arrivée de la musique jazz au début du XXe siècle, néanmoins les petites formations de musique dite « classique » tels les quatuors à cordes, par exemple, étaient déjà des groupes musicaux à part entière.
Ensuite, le rock 'n' roll entérine cette notion primordiale de groupe en présentant des orchestres, pourtant assez réduits, mais dont le public ignorait les noms des musiciens ; (exceptionnellement parfois informé seulement des prénoms, comme ceux des membres des Beatles, groupe très médiatisé dès le début). Pendant longtemps seule semblait compter le nom de l'entité collective. Dans certains cas le nom de cette formation musicale n'est même énoncé qu'au singulier (exemples : The Who, Pink Floyd, etc.).
Avec l'arrivée des nouvelles technologies musicales et du suivi plus soutenu que possèdent les groupes actuels, des fonctions telles que « vidéo-jockey » (VJ) sont apparues et les membres d'un groupe ne se limitent plus à leurs musiciens. Un groupe de musique rock possède souvent un batteur, un bassiste, un ou deux guitaristes et un chanteur (voir power trio). Un groupe de musique indie possède les mêmes composantes que le groupe rock mais souvent avec un ou plusieurs multi-instrumentistes.

## Répétitions et concerts
Un groupe de musique, qu'il soit constitué d'amateurs ou de musiciens professionnels, se réunit souvent lors de répétitions, et joue sur scène en concert.